# Still Waters Run Deep
Still Waters Run Deep é um filme mudo britânico de 1916, do gênero drama, dirigido por Fred Paul, com roteiro de Dane Stanton baseado em peça teatral de Tom Taylor.